# Madonna Buderová
Madonna Buderová, (přezdívaná Iron Nun, Železná jeptiška, * 24. července 1930 St. Louis, Missouri, USA) je americká jeptiška a triatlonistka. Za svůj život absolvovala více než 340 triatlonů, 46 z nich přitom bylo ze série závodů Ironman (plavání 3,86 km, kolo 180,25 km a maraton 42,2 km). Když tento závod úspěšně zvládla v srpnu 2012 ve věku 82 let, stala se nejstarším člověkem na světě, který jej kdy dokončil.

## Život
Do kláštera ve státě Missouri vstoupila ve 23 letech, jeptiškou se přitom chtěla stát již od svých 14 let. V roce 1970 ze své původní řeholní kongregace Sester Dobrého Pastýře odešla a přidala se ke komunitě 38 řeholnic, které společně vytvořily ženskou ekumenickou organizaci Sisters for Christian Community (S.F.C.C.), nezávislou na římskokatolické církvi.

### Triatlon
Když jí bylo 47 let, potkala kněze Johna Topela, který v běhu viděl způsob harmonizace těla, mysli a ducha. Navrhl jí, jestli nechce začít běhat kvůli duchovnímu obohacení. V 52 letech k běhu přidala plavání a jízdu na kole. Od té doby se zúčastnila více než 340 triatlonů, z toho 46krát závodu Ironman. Několikrát také běžela Bostonský maraton, kde své starty využila k tomu, aby získala peníze na charitativní účely.
V roce 2014 byla uvedena do Triatlonové síně slávy v Chicagu.
| „                  | Nemusíte se omlouvat za dary, které vám byly dány. Omlouvejte se jenom za to, že je nevyužíváte. | “ |
| — Madonna Buderová |                                                                                                  |   |

## Dílo
- Životopis: The Grace to Race: The Wisdom and Inspiration of the 80-Year-Old World Champion Triathlete Known as the Iron Nun (2010)